# Grayenulla australensis
Grayenulla australensis är en spindelart som beskrevs av Zabka 1992. Grayenulla australensis ingår i släktet Grayenulla och familjen hoppspindlar. Inga underarter finns listade i Catalogue of Life.